# ダウンサイジング
ダウンサイジング（Downsizing）または小型化とは、サイズ（規模）を小さくすることを指す用語であり、ものや組織など様々なことに関して用いられている。端的には次のような用いられ方をしている。
- モノのサイズを小さくすること。コスト（費用）の削減や効率化を目的として、より小型のものを用いること[1]。もしくは新しい技術を用いて高密度化・小型化などをはかり、より少ない体積や重さで、従来と同機能もしくは、より高性能な工業製品を作ること。（→#工業製品のダウンサイジング）
- 組織の規模を小さくすること。一般には企業の従業員の人数削減。 →#組織のダウンサイジング
- エステティック業界、フィットネス業界などで身体をスリムにすることを目的とした用語としては、類語「サイズダウン（sizedown）」を用いるのが主流。

当記事では、モノや組織 等々、総合的にダウンサイジングについて解説する。

## 概要
ダウンサイジングとは、広義にはサイズ（規模）を小さくすること全般を指しており、特に、なんらかの不都合を減らしたり、何らかの利益を大きくするために、サイズを小さくする、ということである。
英語では、組織の規模について言及する文脈でしばしば用いられている。
同語は日本においては、情報処理業界を中心に、広いスペースを占有し運用コストがかさむメインフレームや大型オフィスコンピュータを、小さなコンピュータ（汎用サーバ）に置き換える一連の変化の中でこのように呼ばれたが、後に一般化してさまざまな分野での小型化についてもこの用語が用いられるようになった。

## 工業製品のダウンサイジング
ダウンサイジングをすることによって設置スペースが減り、持ち運びが容易となったり、多数を集めて高集積化できるようになったりして、新たな価値が生まれる場合がある (同時に軽量化や低発熱化などが必要となる場合もある)。

### コンピュータ製品のダウンサイジング
古くは1940年代のIBMの機械式装置や電気スイッチを利用した統計装置などを端緒とし、その後、1960年代後半に主流となったEDPS(EIectronic DataProcessing System)処理及び、各種大規模統計処理や企業での業務・経理情報を管理する基幹系処理において、メインフレームと呼ばれる大型コンピュータが使用されてきた。
しかし、このメインフレームと呼ばれる大型コンピュータは専用のハードウェアや専用のソフトウェアを多用して構築された、複数のコンピュータの統合型システムであり、システムとしてのコンピュータ価格と運用・維持コストも膨大な額となることから、次第により安価で運用・保守にも費用がかからない汎用サーバへの置き換えが進むことになった。この置き換えを「コンピュータのダウンサイジング」と呼んだ。
近年では、プロプライエタリなオペレーティングソフト（OS）を使用せず、汎用的な基本構成部材（CPU、メモリ、ディスクなど）を使用した汎用サーバ製品においても、現状の中位程度のメインフレーム以上の性能を持つものも少なくはない。
これらはより高速稼動が可能で強力なプロセッサー・大容量のメモリーや電磁記憶媒体（ハードディスク）・低価格化する各種ハードウェアの発達に伴い、急激な電子工学上の進歩によって、大容量の記憶能力と、高速な計算能力を持つに到った（→ムーアの法則）。
また1980年代後半から2000年代にかけ、従来、強力な画像処理能力への強化などを武器にCAD/CAM分野でのワークステーションなどに使用され、スーパーコンピュータのグラフィカル端末/イメージプロセッサとして使用されていたUNIX系ワークステーションは、安定性と可用性を増して重要な処理を行える信頼性の確保が可能な(オープン系)サーバとして進化し、企業の基幹システムの中核をになうようになった。その後、メインフレームに取って代わり、社会に浸透している。
この進歩はハードウェア面だけでのものではなく、ソフトウェアにおいても多くのダウンサイジングが行われている。例えば、オペレーティングシステム（OS）においても、かつての汎用機（メインフレーム）やミニコン・オフィスコンピュータのシステムは企業ごとにカスタマイズされて提供されていたが、より融通の利く汎用OSとしてのオープンな存在であるUNIX系OSやプロプライエタリでありながら汎用性・低価格性を持つWindowsやそれらの上で動作する各種ミドルウェアやアプリケーションソフトウェアのパッケージ化も進み、汎用製品の組合せによるシステム構成にて代用可能となり、コストダウンの一助となっている。
この汎用OSの代表格としては、2000年代初頭からのオープンソース旋風によるオープンソース製品であるFreeBSDやLinuxが有名。これらパソコンでの動作を前提としたUNIX系OSの発達が、従来の汎用機OSや商用UNIX系OSで動作していた高価なサーバ機からシステムを段階的に置き換えて移植する上での助けともなっている点も挙げられる。
さらに応用ソフトウェアであり、業務に合わせて開発されてきたアプリケーションソフトにおいても、各OSとその上での定型処理を切り出し、共通のソフトウェアプラットホームとして使用できるようにされたパッケージソフト/ミドルウェアが作成され、専用に開発するよりもはるかに安価に提供されている。
しかし、企業の基幹系システムや金融機関/社会インフラ系システムにおいては、業務に特化したソフトウェアが必要であり、各種共通的な処理においてはパッケージを利用しつつも、昔ながらの手段で開発されたアプリケーションソフトによるサービスの提供が欠かせないのも現実である。

### 自動車におけるダウンサイジング

#### エンジンのダウンサイジング
排気量の縮小で燃費や排出ガス清浄度の改善を図る方法についてはダウンサイジングコンセプトを参照のこと。

#### アメリカの自動車のダウンサイジング
アメリカの場合は従来（1960年代まで）、アメリカにおける自動車は、消費者の好みもあって大排気量・大型・広い室内を特徴としていた。こういったアメリカにおける自動車トレンドは長らく続いたものの、1970年代のオイルショックを契機に広まった低燃費への問題意識と、1960年代からアメリカの自動車ユーザーを欺き続けた安全性軽視に対し、FF（前輪駆動）による悪路走破性や、安全性と信頼性を重視した上で燃費の良い日本製中・小型車への移行が、1970年代中盤以降に大きなムーブメントとなっていた。またGMやフォードもこれに追随し、中・小型車のラインナップを広めるとともに、既存車種の小型化を進めた。
原油価格の動きや好景気などを受けて一時的に大型車への回帰も見られることがあるものの、この動き以降は中・小型車への移行の動きが顕著となり、特に2006年以降に高騰した原油価格を受けた燃費効率の高さへの欲求により、燃費効率がよく信頼性も高い日本車やドイツ車、燃費効率がいい中・小型のアメリカ車へのユーザの切り替えが進んだ。また、信頼性や燃費効率、安全性やブランドでは日本車やドイツ車に及ばないものの、低価格という売りで韓国車も売り上げを伸ばしている。この動きは中・小型車を中心に動いており、大型車からの移行を考えると、ひとつのダウンサイジングといえる。

#### 日本の自動車のダウンサイジング
日本においては近年登録車から軽自動車へと乗り換える動きがある。この背景には元来の軽のランニングコスト（税、燃費など）の安さに加え、海外展開をにらんで最大公約数的な開発がされているグローバルモデルの多い登録車に対し、軽自動車という規格は日本市場のニーズや道路事情に特化した国内専用車なので、日本のユーザーによりマッチしているということもある。これには自動車がステータスであった時代の終焉という価値観の転換も大きく関係している。
かつては商用車として見られていた軽トールワゴンの台頭により車内空間が広い車種も珍しいものでなくなったため、狭い道を走り回れる小ささと、人・物の収納を全く苦にしないユーティリティ性能の高さを両立した軽自動車が一般人の手に多く行き渡るようになった。加えて技術の進歩と市場の発展により登録車並かそれ以上の豪華装備や質感が付与されることも当たり前になったことも、ダウンサイジングの波に拍車をかけている。その分購入時価格はBセグメントの登録車をも凌ぐ場合が増えているものの、前述の通り軽自動車の使い勝手の良さから飛ぶように売れている。

### 携帯電話におけるダウンサイジング
（2005年における）過去20年において最もダウンサイジング進んだ分野としては、携帯電話が挙げられる。1980年代の持ち運び可能な電話機は、日本においてショルダーホンと呼ばれる、1985年時点（ショルダーホン100型）でもバッテリー込みで約3kgある装置であった。更には、持ち運びは考慮されない移動体通信端末として自動車電話なども利用されていて、例えば日本で一般向けとして1979年にサービスが行われた最初のTZ-801形では7kgあった。これが1987年には片手で持てる1kgを割る軽さの機器 となり、1990年代を通して小型・高性能化されていった。しかし、スマートフォンが流行となってからは、使用用途の増加や高性能化に伴う消費電力増加のために大容量バッテリーが必要となったこともあって、一転して大型化が進み、アジアでは5インチ以上の大型スマートフォンが人気となっている。

### バーコードリーダーのダウンサイジング
近年は、バーコードリーダーを使用して値段を調べながら仕入れるせどり(通称ビームせどり)が普及したことから、小型バーコードリーダーの需要が増えている。

### 工業製品のダウンサイジングの功罪
ダウンサイジングの進行により、さまざまな分野での設備面での刷新や、一般社会での利便性の向上、あるいは各種サービスの高度化が進んでいる。ただ、これらのダウンサイジングは必ずしも利益ばかりではない側面を含んでいる。
多機能化による利便性向上の陰でデジタル万引きと呼ばれる携帯電話内蔵カメラによる著作物の不許可複製の問題や、あるいは盗撮といった問題も顕著化、美術館などではシールを配布して観覧中は写真撮影できないようカメラ部分の封印を求めるところも現れているほか、サウジアラビアでは2004年3月に、同国内でのカメラ付き携帯電話の販売と使用を禁じた。盗撮問題顕著化以降には「撮影の際にそれとわかる音がする」ような改良が行われた。
コンピュータ関連のダウンサイジングでは携帯可能な機器の記憶容量の拡大も同時進行しており、また各種業務をパソコンで代行するようになっているが、これが個人情報流出などの被害拡大を招いている。安価軽量で大容量の機器はより多くの人が大量の情報を持ち歩けるようになったが、これが情報の拡散を助長しやすい背景ともなっている。

## 組織のダウンサイジング
欧米などでは、組織の規模を小さくすることも一般に「ダウンサイジング」と呼ばれている。民間企業の経営者などが「会社のダウンサイジング」と言う時は、一般には従業員の人数削減を意味している。組織をコントロールする立場にある経営者の視点・立場での表現である。従業員などに聞かれた場合でも「従業員の解雇（レイオフ）」と言うよりも語感が柔らかい、という点でもこの表現が好まれて用いられている。

### 組織の関連項目
- 小さな政府
- 議員定数削減

## 生物とダウンサイジング
広義には生物においても、進化の過程に於いて小型化することで、繁栄することに成功した種も見られる。大きなシステム（系）は安定性があり、恒常性の維持に役立つが、維持コストが多く掛かる傾向があり、また世代交代がゆっくりであるため、急激な環境の変化に弱い。一方の小さなシステム（系）では、環境の変化に影響されやすく、個体の単位では他に淘汰されやすいが、世代交代が早いために環境への適応も早く、急激な変化に強いとされる。
また人為的な交配による小型化も行われている。例えば愛玩目的とした犬の小型化が行われており、小型化された犬種にはトイドッグと呼ばれるグループや豆柴犬などが存在する。近年はタイニーやティーカップと名の付く超小型犬も登場している（ティーカップ・プードルなど）。
そのほか実験動物の小型化も行われている（ミニブタやマイクロブタなど）。
遺伝子疾患などによって人間が小型化する小人症（英名ドワーフィズム）も存在する。

### 小型化因子
- インスリン様成長因子1 (IGF-1) の変異[8]

## エステティック業界、フィットネス業界におけるダウンサイジング（サイズダウン）
広義では、サイズダウン(sizedown)は、「ダウンサイジング」と同じ小型化、スリム化を目的として使用する用語。
しかし、身体を中心とした「サイズ」を小さくする、スリム化する、痩せることを目的とした表現の場合に用いられる用語としては、「サイズダウン(sizedown)」が主流。

### サイズダウン関連項目
- クラスター浸透水「SizeDown」のブランドロゴ「SizeDown」(商標)。